# San Jerónimo, Citlaltépetl
San Jerónimo är en ort i Mexiko.   Den ligger i kommunen Citlaltépetl och delstaten Veracruz, i den sydöstra delen av landet, 250 km nordost om huvudstaden Mexico City. San Jerónimo ligger 395 meter över havet och antalet invånare är 244.
Terrängen runt San Jerónimo är kuperad söderut, men norrut är den platt. Terrängen runt San Jerónimo sluttar norrut. Runt San Jerónimo är det ganska glesbefolkat, med 23 invånare per kvadratkilometer. Närmaste större samhälle är Naranjos, 18,2 km öster om San Jerónimo. I omgivningarna runt San Jerónimo växer i huvudsak städsegrön lövskog.